# Csillagjárók
A Csillagjárók egy kitalált szereplőkből álló űrkalóz csapat a Marvel Comics képregényeiben. A Csillagjárók először az X-Men 107. számában tűntek fel. A csapatot Chris Claremont és Dave Cockrum alkotta meg. Magyarországon a teljes csapat az X-Men 9. számában szerepelt, de a csapat vezetője, Kalóz már az előző számban is feltűnt.

## A kitalált csapat története
|  | Alább a cselekmény részletei következnek! |

### A kezdetek
Mikor a Summer család hazafelé tartott Alaszkából, a repülőgépet megtámadta egy siár űrhajó. Katherine két gyermekére Scottra és Alexre ráadta egyetlen ejtőernyőjüket és kilökte őket a repülőgépből, pillanatok múlva őt és a férjét, Christ a siár hajó fedélzetére teleportálták. Ekkor a két fiú azt hitte, hogy szüleik életüket vesztették mikor a repülőgép lezuhant és Katherine és Chris sem lehettek benne biztosak, hogy fiaik túlélték a zuhanást. Az űrhajó kutatást végzett a Földön és egyedeket gyűjtött be. Fedélzetén a siárok akkori uralkodója D’Ken Christ bezáratta, feleségét pedig, aki ekkor a terhessége második hónapjában volt, arra kényszerítette, hogy szolgálja őt. Hat-hét hónappal később Chrisnek sikerült megszöknie és megpróbálta megölni D’Kent, de elfogták. D’Ken ezért bosszúból Chris szeme előtt megölte Katherinet és gyermeküket kivágta a meggyilkolt nő hasából. Christ egy börtön kolóniára küldték, a gyermekét pedig egy növekedésgyorsító kamrába helyezték, ami akkoriban bevett szokás volt a siároknál rabszolgáik „előállítására”.
Nem tudni pontosan mennyivel később Chris a fegyenckolónia bányáiban dolgozott, mikor találkozott egy macskaszerű nővel, akit éppen az őrök üldöztek. Az őrök elkapták a nőt és ütni kezdték. Mikor Chris megpróbálja megállítani őket őt is megütik egy idegostorral. Chris ezután nem szól semmit miközben az őrök elhurcolják a nőt. Chris szégyenében egy sarokban keres menedéket. Nem sokkal ezután találkozik egy hüllőszerű földönkívülivel és egy kiborggal akik Ch’od és Raza néven mutatkoznak be neki. Ch’od és Raza a barátjukat, Hepzibahot keresték, de Chris félelmében nem válaszol. A két idegen otthagyja Christ és tovább kereték barátjukat. Miután elmentek Chris rádöbben, hogy milyen mélyre süllyedt és úgy dönt segít a két idegennek. Elmegy az őrök szállására, ahol Hepzibahot kínozzák. Egy másik őr ráveti magát Chrisre és amikor már minden veszni látszik megérkezik Raza és Ch’od, hogy segítsenek. Chris kiszabadítja a macskanőt aki megharapja őt és belenyal a sebbe. Hepzibah azt mondja, hogy ezzel összekötötte kettejük sorsát és hogy halálukig ki fognak tartani egymás mellett. A három idegen elmondja Chrisnek, hogy nekik már régóta sikerült kicselezniük az őröket, de muszáj megszökniük a börtönkolóniáról, de egyikük sem tudja, hogy kell vezetni egy űrhajót. Summers, aki egykor az Egyesült Államok Légierejének pilótája volt, csatlakozik a kis csapathoz régi hívónevén, Kalózként.
Az elkövetkezednő évek során a maroknyi csapat Csillagjáróknak nevezte el magát. A Siár Galaxisban közismert űrkalózok lettek, akik a siár hajók rakományait fosztogatják.

### Az M’Krann kristály
Évekkel később a Csillagjárók figyelmesek lettek rá, hogy a halál kilenc csillaga keresztet formázott, ami a legenda szerint azt jelentette, hogy M’Krann kristály birtokosa, vagyis D’Ken, abszolút hatalmat szerez a világegyetem felett.
Mikor a Csillagjárók megérkeztek az elhagyott bolygóra ahol D’Ken a kristály segítségével magához akarta ragadni a teljhatalmat az X-Men csapata már harcban állt a Siár Birodalmi Gárdával. A hajójukat védő álcaernyő segítségével átjutottak a bolygót védő siár hadihajók között és csatlakoztak a harchoz az X-Men oldalán. A Csillagjárók és az X-Men csapat ekkor találkoztak először, ráadásul az X-ek csapatában volt Scott is, Chris halottnak hitt fia, aki időközben Küklopsz néven az X-ek vezetője lett a Földön. Ekkor persze egyikük sem tudta a másikról, hogy valójában kicsoda. A harc után az X-ek tagja, Főnix telepatikus képességei révén megtudta, hogy Küklopsz Kalóz fia, ezt később Kalóznak el is mondta. A két csapatnak sikerült legyőznie D’Ken császárt, aki miután érintkezett az M’Krann kristály lidércnyomás terével katatón állapotba került. Főnix helyreállította a sérült kristályt, ezzel megmentve az egész univerzumot a pusztulástól. A két csapat útjai elváltak Kalóz pedig megkérte Főnixet, hogy egyelőre ne mondja meg Küklopsznak, hogy ő az apja.

### Első számú közellenségek
Valamivel később a Siár Nagy Tanácsot terroristák támadták meg. A legtöbb minisztert meggyilkolták Lilandrát pedig elrabolták és a Földre hurcolták. A cselekményekbe a Csillagjárók is belekeveredtek, a siárok azt hitték, hogy ők a felelősek a támadásért. Kalóznak sikerült elmenekülnie és egyenesen a Föld felé vette az irányt, hogy figyelmeztesse az X-Ment, hogy a siárok is a Föld felé tartanak és minden eszközzel vissza akarják szerezni császárnőjüket. Kalóz hajóját azonban követte egy siár csatahajó és a harc során gépe súlyosan megsérült ezért kényszerleszállást hajtott végre, pont Xavier professzor Tehetséggondozó Iskolája mellett. A roncsok közül Küklopsz és Vihar mentette ki. Kalóz elmondta Küklopsznak, hogy ő az apja, de Scott először nem akart hinni neki, majd felháborodott, hogy miért nem kereste fel őt és testvérét az elmúlt húsz évben. A vitát sidrian vadászok támadása szakította félbe, akiken azonban sikerült felülkerekedniük. Kalózt és az X-ek többi tagját a siár csatahajó fedélzetére teleportálták és Xavier professzornak sikerült meggyőznie a siárokat, hogy mielőtt támadnának adjanak nekik 24 órát, hogy megtalálják Lilanadrát. A Földre visszatérve a csapat harcba keveredett Halálmadárral és a fészek néhány tagjával, mely során az X-ek egyik tagja, Kolosszus súlyosan megsérült, Halálmadár pedig űrhajójával elmenekült és elrabolta Xavier professzort is.
Közben megérkezett a Csillagjárók többi tagjai is, akiknek időközben szintén sikerült megszökniük az őket üldöző siárok elől. Az X-eket és Kalózt a hajójukra teleportálták, és Kolosszus életét is sikerült megmenteniük a hajó fejlett orvosi berendezései segítségével. Az X-ek és Csillagjárók közösen megtámadták Halálmadarat és a fészek népét, így sikerült kiszabadítaniuk Lilandrát és Xavier professzort. Eközben azonban a siárok tűzet nyitottak a Földre és a Csillagjárók hajójának csak az utolsó percben sikerül a sugár és a Föld közé állniuk. Lilandra visszatért népéhez, Xavier professzor viszont kómaszerű állapotba esett, mint utóbb kiderült fogsága alatt a fészek megfertőzte őt.
A Bermuda-háromszögben, az X-ek átmeneti bázisán Ch’od, Raza és Hepzibah összeméri erejét Carol Danverssel, és annak ellenére, hogy a nőnek már nincsenek meg korábbi szuperképességei csak úgy tudják legyőzni, hogy mindhárman egyszerre vetik rá magukat. Eközben Küklopsz és Kalóz meglátogatják Alexet az új-mexikói sivatagban.

### A fészek
A Csillagjárók Lilandra zászlóshajójára szállítják az X-eket, akik hivatalosak Lilandra fogadásán, de ők maguk nem maradnak ott. A fogadáson ismét felbukkan Halálmadár és a fészek segítségével fogságba ejtik Lilandrát, Carol Danverst és az X-Ment és fészek-űrbe viszik őket. Kalóz és a Csillagjárók a felkutatásukra indulnak.
Mikorra a Csillagjárók rátalálnak az X-ekre, azoknak már sikerült kiszabadulniuk a fészek fogságából és az időközben új képességekre szert tett Carol Denvers, segítségével elpusztították a fészkek anyabolygóját. Visszatérve a Földre, Xavier professzor átalakulása a fészek új egyedévé már teljesen végbement. A X-eknek és a Új Mutánsoknak sikerül őt harcképtelenné tenniük. A Csillagjáró fedélzetén Sikorsky klónozza Xavier testét és tudatát átülteti az új testbe.
A Csillagjárók még egy darabig Föld körüli pályán maradnak, Kalóz pedig eltölt egy kis időt családjával Alaszkában.

### Vissza a mélyűrbe
Gemini úgy határozott, hogy miután már semmi nem köti a Földhöz, csatlakozik a Csillagjárókhoz. Kalóz elbúcsúzik fiaitól és a Csillagjárók elhagyják a Naprendszert, hogy Lilandrát hazavigyék és ő visszaszerezhesse trónját.
Lilandra a közte és Xavier között fennálló telepatikus kapcsolat segítségével megérzi, hogy Xavier élete veszélyben van és haldoklik. Egy siár csillagkapu segítségével, amit Gemini lát el energiával, Kalóz és Lilandra visszautaznak a Földre, hogy a hajójukra szállítsák Xaviert. Először az X-ek birtokára teleportálnak de ott csak Madelyne Pryort, Küklopsz terhes feleségét találják. Madelyne elmondja, hogy Xavier és az X-ek Párizsban vannak, Magento bírósági tárgyalásán. Eközben a Csillagjárót siár hajók támadják meg. Végül Lilandrának és Kalóznak sikerül megtalálnia Xaviert és magukkal vinniük. A hajón sikerül megmenteniük Xavier életét, de a támadás miatt a Csillagjáró súlyosan károsodott. Ebben az állapotban a hajó nem képes sem fénysebesség fölé gyorsulni, sem pedig átharcolni az útját a legközelebbi csillagkapuhoz. Xavier kénytelen a Csillagjárókkal maradni.
A Csillagjárók egy félreeső semleges bolygón próbálnak ellátmányt és a hajójuk javításához szükséges alkatrészekhez jutni mikor Xavier telepatikus képességei révén, egy rabszolgaárverésen nagy meglepetésére rátalál egyik volt tanítványára, Iljána Raszputyinra. Xavier megpróbálja kiszabadítani az eszméletlen lányt és harc bontakozik ki a Csillagjárók és a rabszolga-kereskedő között. Végül sikerül megmenteniük Iljánát és elhagyniuk a bolygót. Miután Iljána felébred elmondja, hogy az Új Mutánsok összetűzésbe kerültek egy Mágus nevű technoorganikus lénnyel. Ő megpróbálta elteleportálni csapatát szállítólemezei segítségével, de a csapat végül egy alternatív jövőben ért földet, ő maga pedig saját birodalmában, a Limbóban ahol a S’ym nevű démon rátámadt, aki megfertőződött a technovírussal. Iljána minden erejét felhasználta, hogy megtisztítsa a Limbót a vírustól, és valahogy az idegen bolygóra teleportálta magát. Xavier, Lilandra, Gemini és Iljána megkeresik az Új Mutánsokat az alternatív jövőben majd a Csillagjárókkal legyőzik Mágust is.
A kaland után Xavier telepatikus kapcsolatba lép az Új Mutánsokkal és értesül a távollétében a Földön történt eseményekről, beleértve a „mutáns mészárlást” is. Xavier úgy dönt, hogy visszatér a Földre az Új Mutánsokkal. A Csillagjárót azonban ellenséges hajók támadják meg, Xavier pedig nem hagyhatja cserben a Csillagjárókat. Iljana viszont nem hajlandó újra használni a szállítólemezeket, mert ez azt jelentené, hogy vissza kell térnie Limbób is, ahol démoni énje újra felülkerekedne. Xavier utasítja Karmát, hogy szállja meg Iljána testét és vigye haza az Új Mutánsokat.

### A Siár Birodalom felemelkedése és bukása
Lilandra puccs áldozata lett, és ezzel a Birodalom is kezdett visszahullani régi állapotába. Kalóznak és a Csillagjáróknak sikerült információkat szerezniük arról, hogy mikor és hová fogják átszállítani Lilandrát és a kiszabadítására egy villámtámadás tervét dolgozták ki. Ekkor kaptak egy segélykérő üzenetet az X-Mentől. Az X-ek az elrabolt Xavier professzor és Darwin nyomában voltak, de űrhajójuk ugróhajtóműve súlyosan károsodott az útjuk során. Kalóz elmondja, hogy valószínűleg Xaviert is oda hurcolták ahová Lilandrát, ezért a két csapat közös támadást tervez. Kalóz fia, Plazma, aki szintén az X-ek csapatával érkezett, elmondja apjának, hogy harmadik fia életben van, és D’Ken valójában nem ölte meg őt feleségével együtt. A halottnak hitt fia, az azóta Vulkán nevet felvett hatalmas erejű mutáns korábban vad ámokfutásba kezdett a Földön és most a Siár Galaxisban is. Kalóz nem hajlandó lefogadni, hogy ismét elveszítse fiát, és nem hajlandó feladni őt.
Az X-ek és a Csillagjárók közös támadást támadást intéznek a siár bázis ellen és sikerül kiszabadítaniuk Lilandrát. Lilandra elmondja nekik, hogy az egész puccs mögött nem egyedül Halálmadár áll, ahogyan azt eddig gondolták, hanem D’Ken, akit Vulkán erejével sikerült kiszabadítaniuk katatón állapotából Halálmadárnak és Arakinak.
Lilandra meggyőzi Kalózt, hogy az egyetlen mód a győzelemre az lehet, ha Ka’Ardum tábornokot a saját oldalukra állítják. Ka’Ardum tábornokot még Lilandra börtönözte be lázadásért. A két csapat megtámadja a börtönaszteroidát ahol a tábornok raboskodik. Az akció sikeresnek bizonyult és Lilandrának sikerült meggyőznie Ka’Ardumot, hogy csatlakozzon hozzájuk.
D’Ken Xavier kivégzését azon a bolygón tervezi ahol az M’Krann kristály is található. A maroknyi lázadó csapata gyanítja, hogy nem csupán „háttérnek” akarja használni a kristályt, hanem ismét megpróbálja majd magához ragadni az univerzum feletti teljhatalmat, ahogyan azt már korábban is megkísérelte. Az X-ek, a Csillagjárók és a Ka’Ardum felhívására hozzájuk csatlakozott erők megtámadják D’Kent az M’Krann kristály bolygóján. Itt az X-ek és a Csillagjárók ismét megmérkőznek a Siár Birodalmi Gárdával, mint azt tették annak idején is. Mikor már minden veszni látszik a túlerővel szemben Vulkán felbontja ideiglenes szövetségét D’Kennal és megöli őt, majd kikiáltja magát a Siár Birodalom új császárának.

## Megjelenés más médiában
- A Csillagjárók szerepeltek az X-Men című animációs sorozat néhány epizódjában, mely a „Főnix ereje” történetet adaptálta.